# Fairview Heights
Fairview Heights és una ciutat dels Estats Units a l'estat d'Illinois. Segons el cens del 2000 tenia 15.034 habitants.

## Demografia
Segons el cens del 2000, Fairview Heights tenia 15.034 habitants, 6.026 habitatges, i 4.206 famílies. La densitat de població era de 520,6 habitants/km².
Dels 6.026 habitatges en un 29,3% hi vivien nens de menys de 18 anys, en un 55,4% hi vivien parelles casades, en un 10,9% dones solteres, i en un 30,2% no eren unitats familiars. En el 26,6% dels habitatges hi vivien persones soles el 10,4% de les quals corresponia a persones de 65 anys o més que vivien soles. El nombre mitjà de persones vivint en cada habitatge era de 2,48 i el nombre mitjà de persones que vivien en cada família era de 3.
Per edats la població es repartia de la següent manera: un 23,4% tenia menys de 18 anys, un 7,3% entre 18 i 24, un 29,1% entre 25 i 44, un 23,8% de 45 a 60 i un 16,4% 65 anys o més.
L'edat mediana era de 39 anys. Per cada 100 dones de 18 o més anys hi havia 89,2 homes.
La renda mediana per habitatge era de 49.131 $ i la renda mediana per família de 56.161 $. Els homes tenien una renda mediana de 38.287 $ mentre que les dones 27.218 $. La renda per capita de la població era de 22.614 $. Aproximadament el 4,2% de les famílies i el 5,9% de la població estaven per davall del llindar de pobresa.

## Poblacions properes
El següent diagrama mostra les poblacions més properes.